# Amazing Alex
Amazing Alex este un joc video creat de Rovio Entertainment, dezvoltatorul popular multiplatformal de strategie de jocul video Angry Birds.

## Legături Externe
- Official Website Arhivat în 4 iulie 2014, la Wayback Machine.